# Robert Williams Wood
Robert Williams Wood (Concord, 2 de maio de 1868 — Amityville, 11 de agosto de 1955) foi um físico estadunidense.
Professor de física experimental na Universidade Johns Hopkins desde 1901. Foi conhecido a nível mundial por seu trabalho ao desmentir a existência dos raios N.

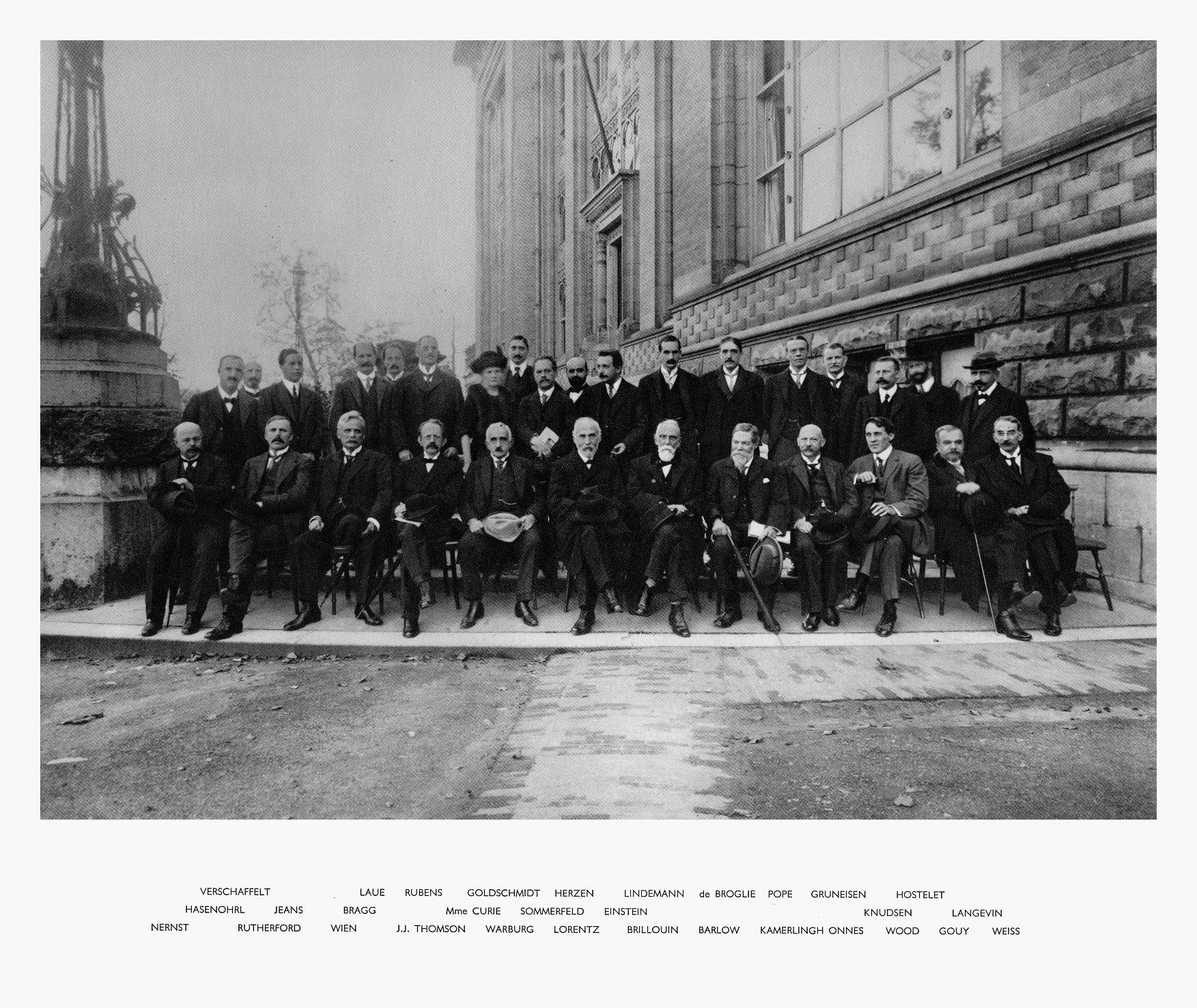
Segunda Conferência de Solvay, 1913. Robert Williams Wood está sentado, o terceiro a partir da direita

Participou da segunda Conferência de Solvay, em 1913.